# Missões populares
As missões populares na Igreja Católica consistem em uma série de pregações, palestras e celebrações dirigidas ao povo cristão, com o objetivo de avivar-lhe a fé e a vida cristã e impulsionar a vida comunitária nas comunidades paroquiais e comunidades eclesiais. Trata-se de uma pregação extraordinária (complementar à pastoral ordinária) e intensiva.

## História
Nasceram como reação da Igreja Católica à Reforma Protestante. São fruto da Reforma Católica. Segundo diversos autores, nomeadamente, Louis Châtellier, a cristianização e evangelização da Europa deve muito a este movimento pastoral da Igreja.
Depois, surgiu nas Comunidades Eclesiais de Base (CEBs). A ideia foi nascendo aos poucos e por volta de 1989 os agentes pastorais e animadores de comunidades reuniam – se em cursos de formação  ou nas casas de animadores(as) especialmente na região do Pará, devido a opressão dos grandes latifundiários, discutiam sobre as mazelas que a sociedade vinha sofrendo, os desafios e as perspectivas.
A proposta tinha como objetivo atingir aqueles católicos que estavam afastados da igreja, principalmente os que residiam nas periferias e também chegar à população menos favorecida, ou seja, o mais pobres.
Neste período a Igreja começou a perceber que as lideranças estavam sem estímulos para realizar os trabalhos pastorais e sociais, não era por falta de formação e nem de metodologias, percebiam que faltava algo mais profundo, ou seja, mais espiritual. E naquele mesmo contexto outras igrejas começaram a surgir, especialmente as pentecostais, com metodologias estimuladoras que atraiam muitos fiéis, e a Igreja Católica ainda continuava com os cultos tradicionais, rotineiros e com celebrações cansativas e sem vida e a Igreja estava perdendo fiéis.
Diante desses fatores as discussões continuaram a serem levantadas, na busca de uma solução para os vários desafios que a Igreja vinha enfrentando. Inúmeros questionamentos foram feitos: um deles era como as comunidades podiam tornar – se mais acolhedoras e mais missionárias de forma que testemunhassem e comunicassem a beleza do evangelho de Jesus Cristo.
É nesse contexto que surgiu a ideia das Santas Missões.
Entretanto os missionários deveriam sair do meio do povo porque só eles sabiam dos anseios e das preocupações do povo oprimido, os mesmos deveriam estar comprometidos com as transformações da sociedade, e assim nasceu o nome Santas Missões Populares.
A ideia foi partilhada com as comunidades e os trabalhos começaram. As experiências missionárias que existiam serviram de auxílio para iniciar a tão sonhado missão e várias pessoas aderiram ao projeto e o grupo foi expandido – se pelo Brasil.
As Santas Missões Populares é uma iniciativa da Igreja Católica, mas são direcionadas a todos que desejarem entrar na missão. Ela é dinâmica, flexível, aberta às novas instituições e ao ecumenismo.
Referência Bibliográfica: Pe. Luís Mosconi. Santas Missões Populares. Uma experiência de evangelização voltada para o povo.27ª edição. Paulinas.

## Momentos marcantes ao longo da história
- 1989: primeiras fomentações:
- 199: valorização das experiências missionárias;
- 1991: mês de abril – Lançamento da 1ª carta – circular anunciando a Boa Nova;
- 1991: mês de novembro: grande semana missionária na Paróquia Nossa Senhora da Conceição Aparecida, no bairro da Pedreira em Belém;
- 1993: realização das Santas Missões populares na área da (TRANSAMAZÔNICA – Anapu) onde irmã Dorothy Stang atuava;
- 1996 – 200: Projeto Rumo ao Novo Milênio no qual foi incluída a sugestão da experiência das Santas Missões Populares e consequentemente difusão da proposta.

## Organização
Há vários métodos de pregação das missões populares.
Em geral, as missões consistem das seguintes etapas:
1. . Formação dos missionários populares através de retiros, encontros e estudos e organização das equipes de trabalho.
2. . Pré-missão: consiste na preparação da comunidade para a missão, com explicações e sensibilização para a missão.
3. . Missão propriamente dita: diversas metodologias podem ser utilizadas. São realizadas visitas, pregações, celebrações, palestras, procissões, bênçãos e momentos de oração.
4. . Pós-missão: é feita a avaliação e o acompanhamento dos frutos da missão, quais sejam: novas comunidades, formação e treinamento de lideranças.